# Roșioară
Roșioara (Scardinius erythrophthalmus) este o specie de pește de apă dulce din familia Cyprinidae.

## Caractere morfologice
Roșioara are o lungime medie de 20–30 cm, putând atinge 50 cm lungime și o greutate de 2–3 kg. Peștele are un corp turtit lateral, înotătoarele pectorale de culoare roșiatică sunt așezate în aproprierea branhiilor. Corpul este acoperit cu solzi mari rotunzi. Spatele și partea laterală a corpului este de culoare cenușie verzuie spre adbomen devine de culoare argintie. Inotătoarele dorsale, abdominale și coada au culoare portocalie roșiatică. Roșioara se poate confunda ușor cu „ Rutilus rutilus” singura diferență este forma gurii.

## Zona de răspândire, mod de comportare
Roșioara este un pește care trăiește în grup, în ape dulci stătăoare ca lacuri, bălți, iazuri sau ape curgătoare cu un curs domol din Ural până la Pirinei, limita de nord fiind Finlanda iar cea de sud Italia (Tibru). Preferă locurile mai puțin adânci bogate în plante acvatice. Adulții se hrănesc în general cu alge, sau alte plante acvatice, ca și cu crustacee mici.
Perioada de reproducție are loc în funcție de temperatura apei între lunile aprilie și iunie în ape mai puțin adânci. Icrele aderă de plantele acvatice din care iese puietul la ca. 3 - 10 zile.
Roșioara este un pește care face parte din speciile periclitate, fiind protejat în Germania.